# VIII edició dels Premis Sur
La VIII edició dels Premis Sur, entregats per l'Academia de las Artes y Ciencias Cinematográficas de la Argentina a les millors produccions cinematogràfiques argentines estrenades entre l'1 d'octubre de 2012 i el 30 de setembre de 2013, es va dur a terme el 10 de desembre de 2013 al Teatro Maipo conduïda per Fabián Gianola.

## Guanyadors i nominats
Amb 16 nominacions, el drama d'intriga, inspirat per fets històrics "Wakolda", de Lucía Puenzo, es desmarca dels seus competidors en l'edició 2013 dels Premis Sur. La segueixen "Tesis sobre un homicidio" (10), "La reconstrucción" (9) i "Metegol / Futbolín" (8). Aquests quatre títols i els seus respectius directors s'enfronten en les rúbriques de millor pel·lícula i realització.

### Guanyadors
Els guanyadors apareixen primers i destacats amb negreta.

### Millor pel·lícula
| Pel·lícula               | Director             | Resultat   |
| ------------------------ | -------------------- | ---------- |
| La reconstrucción        | Juan Taratuto        | Nominada   |
| Metegol                  | Juan José Campanella | Nominada   |
| Tesis sobre un homicidio | Hernán Goldfrid      | Nominada   |
| Wakolda                  | Lucía Puenzo         | Guanyadora |

### Millor Direcció
| Nominats             | Pel·lícula               | Resultat   |
| -------------------- | ------------------------ | ---------- |
| Hernán Goldfrid      | Tesis sobre un homicidio | Nominat    |
| Juan Taratuto        | La reconstrucción        | Nominat    |
| Juan José Campanella | Metegol                  | Nominat    |
| Lucía Puenzo         | Wakolda                  | Guanyadora |

### Millor Ópera Prima
| Pel·lícula      | Director                       | Resultat   |
| --------------- | ------------------------------ | ---------- |
| Antes           | Daniel Gimelberg               | Guanyadora |
| Caídos del mapa | Leandro Mark i Nicolás Silbert | Nominada   |
| Los salvajes    | Alejandro Fadel                | Nominada   |
| Villegas        | Gonzalo Tobal                  | Nominada   |

### Millor pel·lícula Documental
| Pel·lícula                      | Director                         | Resultat   |
| ------------------------------- | -------------------------------- | ---------- |
| El Etnógrafo                    | Ulises Rosell                    | Nominada   |
| El Gran Simulador               | Néstor Frenkel                   | Nominada   |
| La Chica del Sur                | José Luis García                 | Guanyadora |
| ¿Quién mató a Mariano Ferreyra? | Alejandro Rath i Julián Morcillo | Nominada   |

### Millor Actriu
| Nominats          | Pel·lícula                | Resultat   |
| ----------------- | ------------------------- | ---------- |
| Claudia Fontán    | La reconstrucción         | Nominada   |
| Eugenia Capizzano | Cornelia frente al espejo | Nominada   |
| Julieta Díaz      | Corazón de León           | Guanyadora |
| Natalia Oreiro    | Wakolda                   | Nominada   |

### Millor Actor
| Nominats            | Pel·lícula               | Resultat  |
| ------------------- | ------------------------ | --------- |
| Àlex Brendemühl     | Wakolda                  | Guanyador |
| Diego Peretti       | La reconstrucción        | Nominat   |
| Guillermo Francella | Corazón de León          | Nominat   |
| Ricardo Darín       | Tesis sobre un homicidio | Nominat   |

### Millor Actriu de Repartiment
| Nominats         | Pel·lícula                | Resultat   |
| ---------------- | ------------------------- | ---------- |
| Elena Roger      | Wakolda                   | Guanyadora |
| Eugenia Alonso   | Cornelia frente al espejo | Nominada   |
| Jorgelina Aruzzi | Corazón de León           | Nominada   |
| Veronica Llinás  | Antes                     | Nominada   |

### Millor Actor de Repartiment
| Nominats          | Pel·lícula        | Resultat  |
| ----------------- | ----------------- | --------- |
| Alfredo Casero    | La reconstrucción | Nominat   |
| Guillermo Pfening | Wakolda           | Guanyador |
| Nicolás Francella | Corazón de León   | Nominat   |
| Norman Briski     | 5.5.5             | Nominat   |

### Millor Actriu Revelación
| Nominats          | Pel·lícula                | Resultat   |
| ----------------- | ------------------------- | ---------- |
| Calu Rivero       | Tesis sobre un homicidio  | Nominada   |
| Eugenia Capizzano | Cornelia frente al espejo | Nominada   |
| Florencia Bado    | Wakolda                   | Guanyadora |
| Karina K          | Caídos del Mapa           | Nominada   |

### Millor Actor Revelació
| Nominats              | Pel·lícula      | Resultat  |
| --------------------- | --------------- | --------- |
| Juan Ignacio Martínez | Wakolda         | Nominat   |
| Nahuel Viale          | Antes           | Nominat   |
| Nicolás Francella     | Corazón de León | Guanyador |
| Nicolás Nakayama      | Samurai         | Nominat   |

### Millor Guió Original
| Nominats         | Pel·lícula        | Resultat  |
| ---------------- | ----------------- | --------- |
| Adrián Garelik   | Vino para robar   | Nominat   |
| Juan Taratuto    | La reconstrucción | Guanyador |
| Marcos Carnevale | Corazón de León   | Nominat   |
| Matías Piñeiro   | Viola             | Nominat   |

### Millor Guió Adaptat
| Nominats                                             | Pel·lícula                | Resultat    |
| ---------------------------------------------------- | ------------------------- | ----------- |
| Eugenia Capizzano Daniel Rosenfeld                   | Cornelia frente al espejo | Nominat     |
| Juan José Campanella Eduardo Sacheri – Gastón Gorali | Metegol                   | Guanyadores |
| Lucía Puenzo                                         | Wakolda                   | Nominat     |
| Patricio Vega                                        | Tesis sobre un homicidio  | Nominat     |

### Millor Fotografia
| Nominats             | Pel·lícula                   | Resultat  |
| -------------------- | ---------------------------- | --------- |
| Félix “Chango” Monti | Metegol                      | Guanyador |
| Julián Ledesma       | Pensé que iba a haber fiesta | Nominat   |
| Nicolás Puenzo       | Wakolda                      | Nominat   |
| Rodrigo Pulpeiro     | Tesis sobre un homicidio     | Nominat   |

### Millor Muntatge
| Nominats             | Pel·lícula                   | Resultat  |
| -------------------- | ---------------------------- | --------- |
| Alejandro Brodersohn | Pensé que iba a haber fiesta | Nominat   |
| Hugo Primero         | Wakolda                      | Guanyador |
| Juan José Campanella | Metegol                      | Nominat   |
| Pablo Barbieri       | Tesis sobre un homicidio     | Nominat   |

### Millor Direcció d’Art
| Nominats                       | Pel·lícula                   | Resultat  |
| ------------------------------ | ---------------------------- | --------- |
| Marcelo Chaves                 | Wakolda                      | Guanyador |
| Marlene Lievendaag             | La reconstrucción            | Nominat   |
| Nelson Luty i Mariano Epelbaum | Metegol                      | Nominat   |
| Patricia Pernía                | Pensé que iba a haber fiesta | Nominat   |

### Millor Disseny de Vestuari
| Nominats                         | Pel·lícula                | Resultat   |
| -------------------------------- | ------------------------- | ---------- |
| Abril Bellati – Fátima Zorraquín | Cornelia frente al espejo | Nominadas  |
| Beatriz Di Benedetto             | Wakolda                   | Guanyadora |
| Betina Andreose                  | Antes                     | Nominada   |
| Julio Suárez                     | Tesis sobre un homicidio  | Nominat    |

### Millor So
| Nominats           | Pel·lícula               | Resultat  |
| ------------------ | ------------------------ | --------- |
| Catriel Vildosola  | La reconstrucción        | Nominat   |
| Fernando Soldevila | Wakolda                  | Nominat   |
| José Luis Díaz     | Metegol                  | Guanyador |
| Juan Ferro         | Tesis sobre un homicidio | Nominat   |

### Millor Música Original
| Nominats                                    | Pel·lícula               | Resultat  |
| ------------------------------------------- | ------------------------ | --------- |
| Daniel Tarrab Andrés Goldstein-Laura Zisman | Wakolda                  | Nominats  |
| Emilio Kauderer                             | Metegol                  | Guanyador |
| Iván Wyszogrod                              | La reconstrucción        | Nominat   |
| Sergio Moure de Oteyza                      | Tesis sobre un homicidio | Nominat   |

### Millor Maquillatge i Caracterització
| Nominats           | Pel·lícula      | Resultat   |
| ------------------ | --------------- | ---------- |
| Alberto Moccia     | Wakolda         | Nominat    |
| Marisa Amenta      | Samurai         | Nominada   |
| Rebeca Martínez    | Diablo          | Nominada   |
| Verónica Sabbatini | Corazón de León | Guanyadora |